# Clamanges
Clamanges je francouzská obec v departementu Marne v regionu Grand Est. Žije zde 225 obyvatel.

## Geografie

### Sousední obce
| Růžice kompasu | Pierre-Morains | Trécon           |             | Růžice kompasu |
| Růžice kompasu |                | Sever            | Villeseneux | Růžice kompasu |
| Růžice kompasu | Clamanges      |                  | Villeseneux | Růžice kompasu |
| Růžice kompasu | Jih            |                  | Villeseneux | Růžice kompasu |
| Růžice kompasu | Écury-le-Repos | Fère-Champenoise |             | Růžice kompasu |